# Friedrich von Luxburg
Friedrich Reinhard Karl Ludwig von Luxburg, (né le 21 août 1829 à Laubegast, mort le 23 novembre 1905 à Wurtzbourg est un homme politique bavarois.

## Biographie
Friedrich von Luxburg vient de la maison de Luxburg (de). Il est le fils de Friedrich von Luxburg (de) (1783-1856), diplomate du royaume de Bavière, et de Maria Anna von Gumppenberg (de) (1793-1854), sœur de Wilhelm von Gumppenberg (de), membre de la chambre des députés de Bavière.
Friedrich von Luxburg va au lycée Louis-le-Grand de 1840 à 1845, après quoi il est écuyer de Louis Ier de Bavière à Munich. Il étudie plus tard le droit à Heidelberg, Berlin et Munich et passe le concours de fonctionnaire en 1853.
En 1856, il succède à Wilhelm Bucher en tant qu'administrateur à Kissingen. En 1860, il achète le bâtiment du couvent de Hausen (de) et y installe un centre d'assistance aux jeunes filles. En 1863, il est remplacé par Joseph von Parseval (de). Puis il est juge à Ratisbonne et à Munich.
De 1867 à 1868 et entre 1871 et 1881, il est membre du Reichstag de l'Empire allemand, où il représente la circonscription de Basse-Franconie 4 (Bad Neustadt an der Saale) de 1871 à 1874 et rejoint le groupe parlementaire du parti libéral impérial. Après sa dissolution, il rejoint le Parti conservateur libre et est membre du Reichstag de 1877 à 1881 en tant que membre de la circonscription de Basse-Franconie 5 (Schweinfurt). De 1868 à 1901, Luxburg est le Regierungspräsident du district de Basse-Franconie. À ce poste, il promeut principalement l'agriculture, l'industrie, l'éducation et le bien-être général.
En 1873, Luxburg acquiert le château d'Aschach (de) près de Bad Kissingen en tant que propriété familiale et l'agrandit.
Amateur d'art, il fonde l'Association franconienne d'art et d'antiquité à Wurtzbourg en 1893. Son ami Karl Streit (de) est l'un de ses conseillers pour l'achat d'œuvres d'art pour sa collection.

## Famille
Friedrich von Luxburg épouse le 21 septembre 1869 au château de Carolath (de) près de Beuthen-sur-l'Oder, la princesse Luise von Schoenaich-Carolath (de)-Beuthen (née le 4 novembre 1847 à Breslau, morte le 30 septembre 1929 à Munich), fille de Ludwig von Schoenaich-Carolath-Beuthen (1811–1862) et de Wanda Henckel von Donnersmarck (1826–1907).
Le couple a des enfants :
- August-Friedrich  (né le 4 mars 1871, mort le 22 octobre 1956)

∞ Valerie Adele Maria Schalek (née le 30 novembre 1874, mort le 17 octobre 1939)
∞ Amalia von Crailsheim (de) (née le 12 novembre 1889, morte le 26 octobre 1965)
- Karl-Ludwig (de) (né le 10 mai 1872, mort le 2 avril 1956) ∞ Carola Martinez (née le 29 septembre 1877, mort le 7 janvier 1968)
- Heinrich (né le 26 septembre 1874, mort le 28 juillet 1960) ∞ Maria, comtesse Schlitz gennant von Görtz (née le 20 août 1883, morte le 22 mars 1946)
- Hermann (né le 17 février 1881, mort le 26 mai 1912) ∞ Anna Elisabeth Fuchs (née le 4 décembre 1882, mort le 3 décembre 1940)